# Pleurothallis sotarae
Pleurothallis sotarae är en orkidéart som beskrevs av Rudolf Schlechter. Pleurothallis sotarae ingår i släktet Pleurothallis och familjen orkidéer. Inga underarter finns listade i Catalogue of Life.